# Russula subsect. Xerampelinae
Russula subsect. Xerampelinae ist eine Untersektion  aus der Gattung Russula, die innerhalb der Sektion Viridantes steht. Die Untersektion wurde ursprünglich von R. Singer definiert. Die Definition der Untersektion unterscheiden sich bei Bon und bei Singer in einigen Punkten. Während bei Singer noch Russula xerampelina der Rote Herings-Täubling die Typart ist, ist es bei Bon Russula graveolens, der Fleischviolette Herings-Täubling.

## Merkmale
Die Untersektion wurde ursprünglich von R. Singer definiert. Laut Singer enthält die Sektion Täublinge mit weißem Fleisch, das sich später gelb oder braun verfärbt oder auch braun anläuft und einen milden Geschmack hat. Mit Eisensulfat verfärbt es sich grün. Die Fruchtkörper haben einen typischen Geruch nach Trimethylamin (Herings- oder Krabbengeruch). Das Sporenpulver ist cremefarben bis ocker gefärbt. Der Hutrand kann etwas scharf sein, ist aber meist stumpf. Insoweit stimmt Singers Definition mit der von Bon überein. Bei Bon enthält die Untersektion mittelgroße bis robuste Täublinge, die ausschließlich mit Laubbäumen eine Mykorrhiza ausbilden. Die Typusart ist Russula graveolens, der Fleischviolette Herings-Täubling.
| Deutscher Artname                                                               | Wissenschaftlicher Artname | Autor                     |
| ------------------------------------------------------------------------------- | -------------------------- | ------------------------- |
| Buchen-Herings-Täubling                                                         | Russula faginea            | Romagn. ex Adamcík (2003) |
| Olivbrauner Herings-Täubling                                                    | Russula cicatricata        | Romagn. ex Bon (1987)     |
| Fleischvioletter Herings-Täubling                                               | Russula graveolens         | Romell (1885)             |
| Grüner Herings-Täubling                                                         | Russula pseudo-olivascens  | Kärcher (2002)            |
| Fleischrötlicher Heringstäubling, Weiden Herings-Täubling                       | Russula subrubens          | (J.E.Lange) Bon (1972)    |
| Kreidiger Herings-Täubling*                                                     | Russula cretata*           | Romagn. ex Reumaux (1996) |
| Olivgrüner Täubling*                                                            | Russula olivascens*        | Fr. (1861)                |
| Prächiger Heringstäubling*                                                      | Russula amoenoides*        | Romagn. (1967)            |
| Purpurroter Heringstäubling*                                                    | Russula purpurata*         | Gillet (1882)             |
| n/a*                                                                            | Russula barlae*            | Quél. (1883)              |
| n/a                                                                             | Russula brunneoalba*       | Shaffer (1989)            |
| n/a                                                                             | Russula pruinosa*          | W. Phillips (1884)        |
| n/a                                                                             | Russula fusca*             | Quél. (1886)              |
| n/a                                                                             | Russula pruinosa*          | Velen.(1920)              |
| n/a                                                                             | Russula squalida*          | Peck (1907)               |
| Weinroter Laubwald-Heringstäubling*                                             | Russula brevis*            | Romagn. ex Bon (1987)     |
| Arten, die mit einem Stern gekennzeichnet sind, sind nicht allgemein anerkannt. |                            |                           |